# シガー・ロス
シガー・ロス （Sigur Rós）は、アイスランドのポストロックバンド。

## 来歴
ヨンシー（ジョンジー）、ゲオルグ、アウグストの3人によって1994年に、アイスランドのレイキャヴィークにて結成。
バンドを結成した日にヨンシーの妹が生まれ、Sigurrósと名づけられたためバンド名もここから取った。「Sigur Rós」とは、アイスランド語で「勝利、薔薇」を意味する。1997年に発売された『Von』でアイスランドにて、デビュー。1998年に『Von』のリミックス盤を発売し、一躍その名をアイスランド全体に知らしめる。
1999年、新メンバーのキャルタンが加わった『アゲイティス・ビリュン』において、世界的な成功を収める。2002年、ドラマーのアウグストが脱退。新ドラマーとしてディラソンを迎えてのアルバム『( )』は、世界的に高い評価を受け、数々の賞を受賞した。同アルバム収録の曲『Vaka（Untitled #1）』のミュージックビデオは、2003年にMTVヨーロッパ・ミュージック・アワードにて、最優秀ビデオ賞を受賞した。
2005年7月にはフジロックフェスティバルへの出演を果たした。
2005年9月に4枚目の『Takk...』（アイスランド語で「ありがとう」の意）を発売。
2007年にはアイスランド映画『Hlemmur』のサウンドトラック、2枚組未発表曲集『Hvarf/Heim』、そして2006年のアイスランドツアーでの演奏を収めたライブDVD『Heima』が発売された。
2008年6月に5枚目の『Með suð í eyrum við spilum endalaust』を発売。収録曲「All Alright」はバンドの曲で初めて歌詞がすべて英語となっている。
2012年5月に6枚目の『Valtari』を発売。収録曲からミュージックビデオを作るため、12人の映画監督や映像ディレクターに同じ予算を渡し、各自が感じたまま作品を制作して実験的映像プロジェクト「The Valtari Mystery Film Experiment」がアルバムリリースに伴い開始。
2013年6月に7枚目のアルバム『Kveikur』の発売が決定。
2018年10月、オーリーが性的暴行の告発を受けてバンドを脱退。
2022年2月、2013年に脱退したキャータンの復帰をSNSで発表。

## メンバーと主な担当楽器
- ヨンシー・ビルギッソン （Jón Þór “Jónsi” Birgisson） – ボーカル, ギター, キーボード, ハーモニカ （1994–）
  - 「Q誌の選ぶ歴史上最も偉大な100人のシンガー」において第100位[4]。
- ゲオルグ・ホルム （Georg “Goggi” Hólm） – ベース, グロッケンシュピール （1994–）
- キャータン・スヴェインソン （Kjartan “Kjarri” Sveinsson） – キーボード, ピアノ, オルガン, ギター, フルート, ティン・ホイッスル, オーボエ, バンジョー （1998–2013、2022–）

### 過去に在籍したメンバー
- オーリー・ディラソン （Orri Pall Dyrason） – ドラム, キーボード （1999–2018）
- アウグスト・グンナルソン （Ágúst Ævar Gunnarsson） – ドラム （1994–1999）

## その他
- 同郷のビョークやムームとは親交がある。
- 歌詞はアイスランド語とシガー・ロスによる造語（ホープランド語）で書かれているが、『Takk...』は全編アイスランド語で歌われている。
- レディオヘッドのトム・ヨークやジョニー・グリーンウッドは早くからシガー・ロスのファンを表明しており、自身のツアーに前座として起用している。これがきっかけとなり、シガー・ロスは世界的に名前を知られるようになった。
- 『Saeglopur』（アルバム『Takk...』収録）のミュージックビデオは、メンバーが自ら撮影・製作した。
- ヨンシーはゲイであることを公表しており、『Viðrar Vel Til Loftárása』のPVは、彼の少年期の同性愛への目覚めをテーマにしている[5]。
- ヨンシー・ビルギッソンはヨンシー（Jónsi）名義でソロアルバム『Go』を2010年にリリースした。その後も2020年に『Shiver』、2021年に『Obsidian』をリリースしている。
- 2005年のアイスランドの音楽に関する音楽ドキュメンタリー映画『スクリーミング・マスターピース』にバンドとして出演している。
- ヨンシーは2011年公開の映画『幸せへのキセキ』の音楽を担当した。オリジナル・サウンドトラックには、映画のために書き下ろした楽曲の他、ソロアルバムからの楽曲が数曲と、『Hoppípolla』（アルバム『Takk...』収録）が収録されている。2021年にも、映画『ウィズアウト・リモース』の音楽を担当した。

## ディスコグラフィ

### アルバム
- 『Von』（希望） 1997年
- 『Vonbrigði』（絶望） 1998年 ･･･ 『Von』のリミックス・アルバム
- 『アゲイティス・ビリュン　Ágætis byrjun』（良き船出） 1999年
- 『( )』2002年 … 第46回グラミー賞 最優秀オルタナティヴ・ミュージック・アルバム賞、最優秀レコーディング・パッケージ賞にノミネート[6]
- 『タック　Takk...』（ありがとう） 2005年
- 『Hvarf/Heim』（消えた都） 2007年 ･･･ 未発表曲含むスタジオレコーディングとアコースティックライブレコーディングの2枚組
- 『Með Suð Í Eyrum Við Spilum Endalaust』（残響） 2008年
- 『valtari』（遠い鼓動） 2012年
- 『Kveikur』 2013年
- 『Átta』2023年

### DVD
- 『Heima』（故郷） 2007年

## 日本公演

### 2000年
- 8月5日: Summer Sonic 2000 Stage-2

### 2001年
- 10月11日: 名古屋CLUB QUATTRO
- 10月12日: 心斎橋CLUB QUATTRO
- 10月14、15日: 渋谷CLUB QUATTRO

### 2003年
- 4月12日: キリスト品川教会
- 4月14、15日: 東京国際フォーラム ホールC
- 4月16日: 新大阪メルパルクホール

### 2005年
- 7月31日: Fuji Rock Festival ’05 White Stage

### 2006年
- 4月2日: Zepp Nagoya
- 4月3日: なんばHatch
- 4月4、5日: SHIBUYA-AX

### 2008年
- 10月22日: 愛知県芸術劇場大ホール
- 10月24日: 大阪厚生年金会館
- 10月25日: 新木場STUDIO COAST
- 10月26日: 東京国際フォーラム ホールA

### 2012年
- 8月18日: Summer Sonic 2012 MOUNTAIN STAGE

### 2013年
- 5月14日: 日本武道館
- 5月15日: Zepp Nagoya
- 5月16日: Zepp Fukuoka
- 5月17日: 神戸ワールド記念ホール

### 2016年
- 7月22日: Fuji Rock Festival ’16 Green Stage

### 2017年
- 7月31日、8月1日: 東京国際フォーラム ホールA
- 8月3、4日: Zepp Namba

### 2022年
- 8月22日、23日: Zepp Osaka Bayside
- 8月25日、26日: 東京ガーデンシアター